# Wandowo (powiat kwidzyński)
Wandowo – wieś w Polsce położona w województwie pomorskim, w powiecie kwidzyńskim, w gminie Gardeja.
W latach 1945–1954 i 1973–1976 miejscowość była siedzibą gminy Wandowo. W latach 1975–1998 administracyjnie należała do województwa elbląskiego.
We wsi znajduje się Gimnazjum im. Tadeusza Kościuszki.